# Belkacem Lounes
Belkacem Lounes (geb. 6. Februar 1955 in Isser, Provinz Boumerdes, Algerien) ist ein französisch-algerischer Ökonom. Er ist ein prominenter Vertreter der in Nordafrika indigenen Berber. 2019 wurde er in den Expertenmechanismus für die Rechte indigener Völker der Vereinten Nationen berufen.

## Berufliche Karriere
Belkacem Lounes schloss 1984 seine Studien in Wirtschaftswissenschaft und Sozialwissenschaften an der Universität Grenoble mit einer Promotion ab. Seit 1991 ist er Professor für Wirtschaftswissenschaften am Institut für Regionalsozioökonomie an der Universität Grenoble.

## Politisches Handeln
2002 wurde er zum Präsidenten des World Amazigh Congress (französisch Congres Mondial Amazigh (CMA), berberisch: Agraw Amaḍlan Amaziɣ), einer internationalen NGO zum Schutz und der Förderung der Rechte und der Kultur der Berber, gewählt. Im Oktober 2011 wurde Fathi Ben Khalifa zu seinem Nachfolger gewählt.
Lounes profilierte sich in den 2000er Jahren als Kritiker von Rassismus in der arabischen Welt, insbesondere gegenüber dem früheren libyschen Diktator Muammar al-Gaddafi (1942–2011), dem er eine Unterdrückung der berberischen Bevölkerung und Kultur vorwarf.
Am 3. Mai 2007 schrieb er diesem einen offenen Brief, nachdem Gaddafi am 1. März eine Rede gehalten hatte, in der er die Existenz von Berbern/Amazigh in Nordafrika abgestritten hatte. Lounes protestierte dagegen und verwies darauf, das 30 Millionen in Nordafrika lebende Amazigh nicht ignoriert werden dürfen. Er betonte die zentrale Rolle der Amazigh im Kampf gegen den europäischen Kolonialismus, die nach der Unabhängigkeit nun durch einen internen Kolonialismus durch den Panarabismus unterdrückt worden seien. Es sei archaisch die Diversität als Gefahr anzusehen. Er rief die nordafrikanischen Regierungen dazu auf, sich auf Demokratie und Menschenrechte zu verpflichten.
Belkacem Lounes ist als Berater vieler internationaler Institutionen tätig. Seit 2019 ist er Mitglied des UN-Expertenmechanismus für die Rechte indigener Völker.